# Eu Fico Loko
Eu Fico Loko é um filme de comédia brasileiro de 2017 produzido por Ananã Produções e distribuído por Downtown Filmes e Paris Filmes. É uma adaptação roteirizada por Bruno Garotti e Sylvio Gonçalves a partir do livro de mesmo nome escrito por Christian Figueiredo. Foi dirigido por Bruno Garotti e estrelado por Filipe Bragança, José Victor Pires, Michel Joelsas, Thomaz Costa, Bella Moreira e Giovanna Grigio.
O filme retrata as dificuldades e conquistas dos adolescentes de uma nova geração, agora com a adição da internet, smartphones e tantas outras coisas que podem ser incríveis ou péssimas para um aluno do ensino médio. Para contar a trajetória dessa geração, o filme narra a vida do protagonista do longa e eventos que vão sendo entrelaçados no decorrer da trama, tudo pelo ponto de vista do narrador, Christian, um adolescente, que sonha em ser popular, conquistar uma garota e descobrir sua vocação.

## Enredo
Christian (Filipe Bragança) é um adolescente azarado e atrapalhado, cujo todas as situações mais divertidas e embaraçosas acontecem com ele. Disposto a ver o lado positivo da vida, ele compila as histórias da sua infância e adolescência em um diário para que um dia outros jovens deslocados como ele possam se sentir um pouco mais normais também. Junto com seus melhores amigos Yan (José Victor Pires), Mauro (Michel Joelsas) e Rodrigo (Thomaz Costa) ele vive as diversas aventuras de uma juventude insana.

## Elenco
- T3ddy como T3ddy
- Filipe Bragança como Christian Figueiredo[5]
- José Victor Pires como Yan[5][6]
- Michel Joelsas como Mauro
- Thomaz Costa como Rodrigo[7]
- Bel Moreira como Alice
- Giovanna Grigio como Gabriela Coelho [5]
- Rafaella Khatchikian como Katia [8]
- Fernanda Albuquerque como Ellen
- Gabriel Santana como Luka
- Derick Lecoufle como Otto
- Marcos Zeeba como Zeeba
- Alessandra Negrini como Lilian Figueiredo
- Suely Franco como Tatiana Figueiredo
- Marcello Airoldi como Wanderley de Caldas
- Ceará como Geraldo Coelho
- Tania Khalill como Martha Coelho
- Chris Couto como Professora Candida
- Giulia Cuono como Natassia Figueiredo
- Geovana Padalino como Alice (criança)
- Cauã Gonçalves como Christian Figueiredo (criança)
- Christian Figueiredo como Narrador

## Produção
A produção de Eu Fico Loko foi baseada no livro do mesmo nome e em Ferris Bueller's Day Off. Para pagar o orçamento do filme, foi divulgado pela Agência Nacional do Cinema (ANCINE) em 9 de agosto de 2016 a autorização do empréstimo de 5.3 milhões de reais, com prazo de devolução para até 31 de dezembro de 2017. Em 15 de dezembro de 2016, o CinePOP divulgou uma atualização no orçamento, que estava em 7 milhões.
Na última semana de outubro foram gravadas uma das últimas cenas no evento DSX em Anhembi, em São Paulo.

## Divulgação e lançamento

Trecho do videoclipe

A partir do início de setembro de 2016, Christian Figueiredo passou à divulgar na internet os bastidores da produção do longa. Em 7 de novembro foi lançado um vídeo clipe no YouTube com cenas do filme que alcançou um milhão de visualizações em 48 horas. No início de dezembro foi lançado oficialmente o trailer e a ordem dos créditos dos atores do filme. A pré-estreia para a imprensa e convidados ocorreu no dia 13 de dezembro de 2016, no Kinoplex Vila Olímpia.

## Recepção
No agregador de críticas do AdoroCinema, o filme tem uma nota média da imprensa de 2,9/5. Escrevendo para O Globo, Daniel Schenker disse que "Filipe Bragança se destaca em meio ao elenco empenhado. Falta, porém, frescor na abordagem de temas como primeiro beijo, iniciação sexual e bullying. E há passagens dispensáveis, como a da referência a 'Ghost'."
Da Folha de S.Paulo, Chico Feliti: "Há bons momentos cômicos, a maioria deles quando o filme ri de si mesmo. (...) O resultado é simples, mas simpático, ainda que inexpressivo para quem é incapaz de entender o apelo exercido pela trajetória batida do ídolo." No Omelete, Camila Sousa disse que "o sentimento final de 'Eu Fico Loko' é o da tentativa de ser diferente e inteligente, com foco em uma nova geração, mas, que assim como muitos youtubers, não tem a maturidade ou o embasamento suficiente para isso."